# David Emmanuel
Pour les articles homonymes, voir Emmanuel.
David Emmanuel, né le 31 janvier 1854, à Bucarest et mort le 4 février 1941 dans la même ville, est un mathématicien roumain, membre à titre honorifique de l'Académie roumaine. Il est considéré comme un des fondateurs d'une école mathématique moderne en Roumanie. 

## Biographie
Né dans une famille juive nombreuse et pauvre, il réussit à partir pour Paris en 1873 grâce à une bourse de la Fondation Jacob Loebel. Il y suit des cours de mathématiques supérieures à la Faculté des sciences et à l'École pratique des hautes études. Il obtient une licence de mathématiques en 1876 et de physique en 1877. Le 5 juillet 1879, il obtient un doctorat es sciences mathématiques, avec la thèse intitulée « Étude des intégrales abstraites du troisième espèce »; le jury est composé de Victor Puiseux, Charles Briot et Jean-Claude Bouquet. Emmanuel devient ainsi le deuxième étudiant venant de Roumanie à soutenir une thèse de mathématiques à la Sorbonne, après Spiru Haret ; il est aussi le premier dont le sujet de thèse concerne un thème de mathématiques théoriques récentes.
En 1880, David Emmanuel est suppléant au département d'algèbre et de géométrie analytique de la Faculté des sciences de Bucarest. Il obtient un poste de professeur titulaire à l'École spéciale d'artillerie et de génie, ainsi qu'à l'école des ponts et chaussées, en 1881 ,.
En 1882, il enseigne l'algèbre supérieure à la faculté des sciences de l'université de Bucarest. En 1888, il y offre les premiers cours de  théorie des groupes et de théorie de Galois,. Ses étudiants incluent Gheorghe Țițeica, Trajan Lalesco et Simion Stoilow, et il est considéré comme un des fondateurs des mathématiques de niveau international en Roumanie. Il est président d'honneur du premier congrès de mathématiques organisé en Roumanie, à Cluj, en 1929,, et fait partie de la liste internationale des signataires d'une lettre soutenant Gösta Mittag-Leffler et son journal mathématique Acta mathematica.
David Emmanuel, qui jouissait d'une rare appréciation de la part des autorités roumaines, a participé à l'établissement d'un lycée juif à Bucarest, Cultura et à différentes institutions religieuses.

## Travaux scientifiques
Le domaine de recherches d'Emmanuel est la théorie des fonctions elliptiques et des intégrales abéliennes dans la tradition de Charles Briot. Il a écrit plusieurs ouvrages de référence dans ces domaines.

## Publications
- « Étude des intégrales abéliennes de troisième espèce », Annales scientifiques de l'École normale supérieure, 2e série, vol. 8,‎ 1879, p. 299-326.

- (ro) Lecțiuni de teoria funcțiunilor. II: Funcțiuni eliptice, Bucarest, Cultura Nationala, 1927.